# Philipp Lorenz Geiger
Philipp Lorenz Geiger (Freinsheim, 29 agosto 1785 – Heidelberg, 19 gennaio 1836) è stato un chimico, farmacista e antropologo tedesco, conosciuto per le sue scoperte nel campo degli alcaloidi vegetali.
Fin dall'età di 14 anni lavorò come apprendista farmacista ad Adelsheim, proseguendo poi la formazione farmaceutica ad Heidelberg, Rastatt e Karlsruhe. Intorno al 1811 prese in gestione una farmacia a Lörrach, poi dal 1814 al 1821, fu farmacista all'Università di Heidelberg. Nello stesso periodo ottenne il dottorato (1817) e l'abilitazione (1818). Nel 1824 fu nominato professore associato, un incarico ottenuto contro la volontà di Leopold Gmelin, allora professore di chimica ad Heidelberg.
Con Ludwig Hesse, egli isolò gli alcaloidi atropina, aconitina, colchicina e iosciamina. Nel 1831 fu il primo ad ottenere la coniina allo stato puro.

## Opere
Dal 1824 al 1836 fu editore del giornale "Magazin für Pharmacie und die dahin einschlagenden Wissenschaften" (volumi 7–36). Inoltre, egli fu l'autore del primo volume della "Pharmacopoeia universalis", il cui secondo volume venne scritto congiuntamente a Karl Friedrich Mohr. 
Altre opere di Geiger sono:
- Pharmaceutische Botanik; con Christian Gottfried Daniel Nees von Esenbeck, (2ª edizione, 2 volumi, 1839–40).
- Pharmaceutische Zoologie, (2ª edizione, 1839).
- Handbuch der Chemie: mit Rücksicht auf Pharmacie, con Justus von Liebig, (5ª edizione, 2 volumi, 1843).[4]

| Geiger è l'abbreviazione standard utilizzata per le piante descritte da Philipp Lorenz Geiger. Consulta l'elenco delle piante assegnate a questo autore dall'IPNI. |